# Gurs
Gurs là một xã trong tỉnh Pyrénées-Atlantiques, thuộc vùng Nouvelle-Aquitaine của nước Pháp, có dân số là 383 người (thời điểm 1999). Gurs nằm giữa Pau và Bayonne, cách biên giới Tây Ban Nha tròn 75 km.